# Етревал
Етревал (фр. Etreval) насеље је и општина у североисточној Француској у региону Лорена, у департману Мерт и Мозел која припада префектури Нанси.
По подацима из 2011. године у општини је живело 69 становника, а густина насељености је износила 29,11 становника/km². Општина се простире на површини од 2,37 km². Налази се на средњој надморској висини од 272 метара (максималној 328 m, а минималној 265 m).

## Демографија
| 1962. | 1968. | 1975. | 1982. | 1990. | 1999. | 2011. |
| ----- | ----- | ----- | ----- | ----- | ----- | ----- |
| 11    | 30    | 35    | 43    | 44    | 52    | 69    |

График промене броја становника у току последњих година